# Lepidozia udarii
Lepidozia udarii là một loài Rêu trong họ Lepidoziaceae. Loài này được S.C. Srivast., D. Kumar & D. Sharma mô tả khoa học đầu tiên năm 1988.